# Арестенок, Анна Александровна
Арестенок Анна Александровна (род. 6 августа 1997 года в Вологде) — российская профессиональная баскетболистка, играющая на позиции разыгрывающего защитника. Выступает за баскетбольный клуб «Динамо» (Москва). Мастер спорта.

## Биография
Родилась в Вологде 6 августа 1997 года. Занятия баскетболом начала на базе СДЮСШОР № 2. Воспитанница вологодского баскетбола (тренер — Евгений Суслов). С 2012 года является игроком команды «Вологда-Чеваката», в составе которой отыграла 7 сезонов на позиции разыгрывающего защитника. В 2017 году в составе молодёжной сборной России становится бронзовым призёром чемпионата Европы по баскетболу, проходившему в Португалии. В составе команды «Вологда-Чеваката» становится чемпионкой Суперлиги-2. В последнем сезоне 2018—2019, сыгранным за команду «Вологда-Чеваката», отыграла 50 матчей, в 32 из которых выступала в стартовом составе. В 2019 году получает приглашение играть за московский клуб «Динамо», выступающий в женской Премьер-лиге.

## Достижения
- Бронзовый призёр чемпионата Европы по баскетболу в Португалии в составе молодёжной сборной России[3] (2017)
- Чемпионка Суперлиги-2 в составе команды «Вологда-Чеваката» (2018)